# Theisseil
Theisseil – miejscowość i gmina w Niemczech, w kraju związkowym Bawaria, w rejencji Górny Palatynat, w regionie Oberpfalz-Nord, w powiecie Neustadt an der Waldnaab, wchodzi w skład wspólnoty administracyjnej Neustadt an der Waldnaab. Leży w Lesie Czeskim, około 6 km na południowy wschód od Neustadt an der Waldnaab.

## Dzielnice
W skład gminy wchodzą trzy dzielnice: Edeldorf, Letzau, Roschau.

## Demografia
| Rok  | Liczba mieszk. |
| ---- | -------------- |
| 1970 | 646            |
| 1987 | 985            |
| 2000 | 1 256          |